# Disco polo
La disco polo è un genere di musica elettronica derivato dalla musica disco e dall'Eurodisco che si originò negli anni ottanta, incorporando elementi di pop e folk polacche. Molte composizioni son caratterizzate da testi cantati in polacco.
Raggiunse grande successo negli anni novanta, in particolare nel biennio 1995-1997 per poi declinare. Ci fu un revival della popolarità del genere alla fine del 2007. L'enciclopedia PWN (Wydawnictwo Naukowe PWN) definisce il genere come variante polacca della disco music, con melodie semplici.
Al fenomeno della disco polo, che in questi ultimi anni ha avuto un importante revival, è dedicato il film Disco polo, per la regia di Maciek Bochniak del 2015.

## Caratteristiche
I brani musicali presentano il classico stile disco, con schemi armonici semplici   melodia semplice (a volte rapida),  che spesso si rifà alla tradizione della musica popolare di paese, ritmo costante accoppiato con sincopato campioni di batteria e suoni delicati associati al sintetizzatore  o strumenti a tastiera.  L'argomento delle canzoni create solo in lingua polacca sono di solito testi melodrammatici sull'amore infelice e spesso i testi sono di natura ludica o con doppi sensi.

## Storia

### Le origini
Il genere ha origine dalla musica suonata ai matrimoni da gruppi musicali con un repertorio di musica popolare polacca e canti nuziali. Con il passare del tempo, c'è stato un cambiamento verso alternative elettroniche ai tradizionali strumenti acustici, come le tastiere elettroniche al posto del tradizionale strumento a tastiera acustica. I temi più comuni includevano testi melodrammatici sull'amore insoddisfatto. Oltre a queste basi, il genere è stato influenzato da altri stili musicali popolari in Europa, vale a dire Italo disco, un genere musicale che ha avuto origine in Italia ed è stato prodotto principalmente dalla fine degli anni '70 alla fine degli anni '80.
La prima band che rappresenta questo genere è stata la Bayer Full, fondata il 19 novembre 1984. Un altro gruppo popolare, i Top One, si è formato nel 1986. Entrambe le band sono state pioniere di questo tipo di musica.
Alla fine degli anni '80 e all'inizio degli anni '90 emersero più band, come Akcent, Atlantis, Boys e Fanatic. La Blue Star è stata la prima etichetta discografica ufficiale che ha pubblicato disco polo in Polonia. Il centro principale della musica sidewalk, in seguito disco polo, erano Białystok e altre città situate in Podlasie (da dove provenivano la maggior parte degli artisti), Żyrardów e Sochaczew vicino a Varsavia. Una delle canzoni più famose derivate da questo genere è stata "Mydełko Fa" ("Sapone FA") registrata nel 1991 da Marek Kondrat e Marlena Drozdowska;  la canzone divenne un pastiche della musica e si rivelò un grande successo che contribuì alla popolarità del genere. È stato adottato come inno della discopolo.

### Dagli anni 90 al 2002
Il nome "disco polo" è stato coniato nel 1993 da Sławomir Skręta, proprietario di un'etichetta discografica Blue Star a Reguły, vicino a Varsavia. Simile a Italo disco (uno stile musicale italiano dei primi anni '80), il nome è diventato popolare rapidamente ed efficacemente ha sostituito il precedente nome "musica sidewalk". Nella prima metà degli anni '90 la musica, in generale, è diventata un fenomeno di massa ma il disco polo era quasi assente dai media. Il 29 febbraio 1992 si tenne il Gala Piosenki Chodnikowej i Popularnej (Gala del sidewalk e delle canzoni popolari), dedicato a questa tendenza della musica popolare, e fu trasmesso da TVP 1.
Lo stile è stato ampiamente commercializzato dalla stazione televisiva Polsat, che ha prodotto la propria lista di successi di disco polo in programmi TV chiamati Disco Relax (che ha debuttato il 4 dicembre 1994) e Disco Polo Live (che ha debuttato il 3 febbraio 1996, in TV su Polsat e in radio su Radio Eska). Il Discopolo era presente in quel momento anche nell'emittente televisiva Polonia 1, che è una rete di emittenti locali nelle grandi aree urbane e in TVP Polonia. In altri media, la musica a quel tempo era quasi assente e riconosciuta dai media mainstream come simbolo di kitsch e primitivismo.
Prima delle elezioni presidenziali del 1995, i band e i cantanti usavano il disco polo durante la campagna elettorale. La strumentazione tradizionale è stata sostituita dalle tastiere più tardi negli anni '90, il che ha contribuito a un leggero cambiamento di stile, rendendo le canzoni più simili alla musica dance moderna, in particolare alla musica eurodance.
Il 31 dicembre 1995, la TVP 1 ha mandato in onda un programma di disco polo intitolato "Karnawałowa Gala Disco Polo".
Nel 1996, Maria Zmarz-Koczanowicz e Michał Arabudzkii hanno diretto un film documentario intitolato "Bara Bara", che esplorava la tendenza del disco polo. E stato mandato in onda nello stesso anno su TVP 1.
Il 24 aprile 1998 è uscito un film di Robert Glinski Fri, "Kochaj i rób co chcesz" (Ama e fai quello che vuoi), in cui il protagonista parte per suonare questo genere musicale al pianoforte in un club.
Durante gli anni '90, gli artisti hanno iniziato a mescolare il disco polo con altri generi musicali come la musica dance, la musica house e la techno.
Dal 1997 al 2001, c'è stato un eccesso di questo genere di musica, e seguì un forte calo delle vendite di cassette e CD da discoteca a causa della crescita della musica pop polacca e straniera, della musica rock, dell'hip hop, della musica dance e della musica elettronica.  La sua diffusione in piattaforme media come Radio Eska, Polonia 1 e TVP Polonia è diminuita.  Ad esempio, alla fine di agosto 2002, la Polsat ha cancellato "Disco Relax" e "Disco Polo Live", che hanno lasciato molte band senza lavoro. Alcuni osservatori ritengono che il drastico calo di popolarità del genere sia stato causato anche dall'emigrazione dei musicisti di disco polo negli Stati Uniti, dove alcuni artisti hanno continuato il loro lavoro.

### Dopo il 2002
Dal 2002 al 2007, diverse band hanno pubblicato nuovi album di disco polo (ad esempio Toples o Weekend), ma il genere è rimasto più di un genere di nicchia al di fuori dei media mainstream.
Il 12 agosto 2004 è stato pubblicato sulla Gazeta Wyborcza un articolo di Wojciech Orliński intitolato "Śmierć disco polo" (Morte del disco polo) che descrive il declino di questo genere musicale a cavallo tra il XX e il XXI secolo.
Il 6 agosto 2006, la TVN ha mandato in onda un programma intitolato "Attenzione! Dietro le quinte del ciclo della fama", dedicato al revival del genere disco polo. Questo rapporto è stato riconosciuto come il miglior rapporto del 2006 in un sondaggio su Internet ed è stato ripetuto il 31 dicembre.
Nel 2007, dopo una pausa di cinque anni, il genere si è nuovamente affermato in televisione attraverso la stazione iTV, che trasmette ogni giorno un programma chiamato "Discostacja". Inoltre, la promozione avviene su internet attraverso due stazioni radio internet ad essa associate. Dal 2007, le band di disco polo hanno ricominciato a suonare concerti, il cui numero è aumentato ogni anno, e i dischi hanno ricominciato a vendere, il che significa che le band hanno ricominciato a guadagnare.
Dal 5 luglio 2008, uno spettacolo che presenta musica sidewalk, chiamato "Nie tylko Barachołka" ("Non solo Barachołka"), precedentemente noto come "Barachołka", è tornato alla Polskie Radio Lublin. Viene trasmesso tra le 21:00 e le 2:00 di notte dal venerdì al sabato.
Nella prima metà del 2009, la musica da discoteca è stata promossa dal canale Edusat per tre mesi prima che la promozione venisse interrotta.
Dal marzo 2009, la trasmissione televisiva iTV ha ripreso il programma Disco Polo Live di diversi anni fa, ma la trasmissione è stata sospesa nel marzo 2011. Dal 7 maggio 2011, il programma Disco Polo Live va in onda su Polo TV.
Il 4 ottobre 2009, un nuovo programma prodotto da Maciej Jamróz con il nome di Disco Bandżo (Disco Banjo) è stato presentato su Tele 5, che dura circa 50 minuti. Attualmente, il programma Disco Bandżo va in onda ogni mattina su Polonia 1.
Dal 5 dicembre 2010, sul canale MTV Music, ogni domenica è andato in onda un programma di musica dance chiamato "Disco ponad wszystko" ("Disco soprattutto"). Questo programma ha raddoppiato le visualizzazioni del canale e dopo ogni episodio successivo le visualizzazioni sono aumentate costantemente, ma è stato rimosso dopo un periodo di diciotto mesi dal canale. CSB TV ha anche trasmesso disco polo, ma il canale è stato interrotto nel maggio 2012. Il 7 maggio 2011 è stato lanciato un canale televisivo dedicato principalmente alla musica da discoteca, ovvero Polo TV.
Dal 19 dicembre 2011, il canale è stato trasmesso sulla TV digitale e sul multiplex ed è diventato il canale musicale più visto in Polonia. Il 27 settembre 2011 è stato lanciato il canale TV.DISCO, che trasmetteva il genere accanto alla disco, alla musica dance e alla musica elettronica, che è rimasto in onda fino ai giorni nostri (a partire da gennaio 2015). Il programma Disco Relax, che andato in onda negli anni '90 su Polsat, doveva essere ripreso su questo canale, ma alla fine è tornato il 12 febbraio 2012 su Polo TV.
Il 20 ottobre 2012, il programma Vipo Disco Polo Hits condotto da Wojciech Grodzki è passato dal canale TVS a Polo TV.  È andato in onda ogni sabato alle 10.00 fino al 30 dicembre 2017.
Nel 2011, il regista Maciej Bochniak ha prodotto un documentario intitolato Miliard Szczęśliwych Ludzi (Un miliardo di persone felici) sui viaggi di una band di questo genere, i Bayer Full, e le loro esibizioni in Cina.
Il 1 dicembre 2012, Polsat ha lanciato un nuovo programma dedicato alla musica del disco polo intitolato "Imperium Disco Polo" ("Impero Discopolo"), queste sono le repliche di Polsat Play. Tuttavia, a inizio marzo 2013 il programma è stato rimosso dal canale Polsat, a causa dell'emergere di nuovi episodi della serie Pamiętniki z Wakacji, ma nuovi episodi sono ancora disponibili nelle reti via cavo e nelle piattaforme digitali del canale Polsat Play.  Dal 21 aprile 2013 al giugno 2013, questo programma è andato in onda su ATM Rozrywka e dal 3 agosto 2013 è trasmesso su Polsat 2 alle 2:00.
Dall'8 aprile al 1 dicembre 2013, il disco polo è stato promosso da Radio Plus, che ha cambiato il suo slogan da “Łagodne Przeboje (Successioni leggere) a “Zawsze w Rytmie” (Sempre a ritmo). Oltre allo streaming di disco polo, c'erano anche canzoni da ballo degli anni '80 e '90.  Dal 1 dicembre 2013 questa musica è stata trasferita alla radio VOX FM.  Questo cambiamento è dovuto alle proteste degli ascoltatori di Radio Plus e dei vescovi titolari delle licenze di Radio Plus.
Il 17 agosto 2013, la Polsat ha trasmesso un concerto chiamato "Disco Pod Żaglami" ("Disco sotto le vele") con i cantanti Akcent, Shazza, Boys, Classic e Weekend. Questo è stato il primo concerto di disco polo dalla rimozione di programmi di questo genere nella stazione per oltre 10 anni e ha mantenuto 2,7 milioni di visualizzazioni.
Il 1 maggio 2014 è stato lanciato un altro canale televisivo dedicato al disco polo, denominato Disco Polo Music, appartenente a Telewizja Polsat.
All'inizio di febbraio 2015, il canale TV.DISCO ha completamente rimosso il discopolo dal suo programma.
Il 27 febbraio 2015, fu uscito nei cinema il film “Disco Polo”, che racconta la storia di un gruppo di musica che vogliono raggiungere la classifica delle migliori canzoni del discopolo.  Il 26 febbraio 2015, in connessione con l'uscita di questo film, un episodio di "Hala odlotów" ("Area d'attesa") è andato in onda quel giorno su TVP Kultura, dedicato al disco polo.
Il 4 dicembre 2017, a seguito di un accordo con il gruppo ZPR Media, Telewizja Polsat ha acquisito il 100% delle quote di Lemon Records, emittente delle stazioni di disco polo Polo TV e VOX Music TV, divenendo così proprietaria di entrambe.
Le due canzoni polacche più popolari su YouTube sono del genere disco polo. Per molto tempo, la prima canzone più vista è stata "Ona tańczy dla mnie" ("Lei balla per me") dei Weekend. Alla fine di giugno 2017, con oltre 106 milioni di visualizzazioni, la canzone "Przez twe oczy zielone" ("Attraverso i tuoi occhi verdi") di Akcent ha battuto il record della canzone polacca più vista, facendo scendere Weekend al secondo posto.
Dopo il 2002, questo genere è spesso combinato con la musica dance e altri generi di musica dance elettronica, come la power dance, eurodance, nu-electro e techno. Nel Dopo 2002, le canzoni di questo genere contengono spesso anche elementi di musica popolare e musica pop. Le band e gli artisti che hanno guadagnato una notevole popolarità dopo il 2002 sono, tra gli altri: After Party, Weekend, Andre, Czadoman, Tomasz Niecik, Eva Basta, Masters, DJ Disco ft. MC Polo, Cliver, Effect e Power Play. Il Discopolo è popolare anche all’estero, specialmente all'interno della diaspora polacca. Ci sono artisti, come Disco Polo Tomek, che eseguono il Discopolo. Recentemente, il genere del disco polo ha visto un nuovo revival in Polonia dopo la festa di Capodanno 2016, quando il canale TV TVP 2 ha invitato il frontman degli Akcent, Zenon Martyniuk, uno dei più famosi artisti del disco polo, ad esibirsi sul palco principale. Anche il presidente della TVP Jacek Kurski ha espresso la sua gioia per il fatto che il disco polo non sia più ironicamente odiato poiché la performance è stata apprezzata da molte persone presenti all'evento.